# Histoire des Juifs en Bucovine

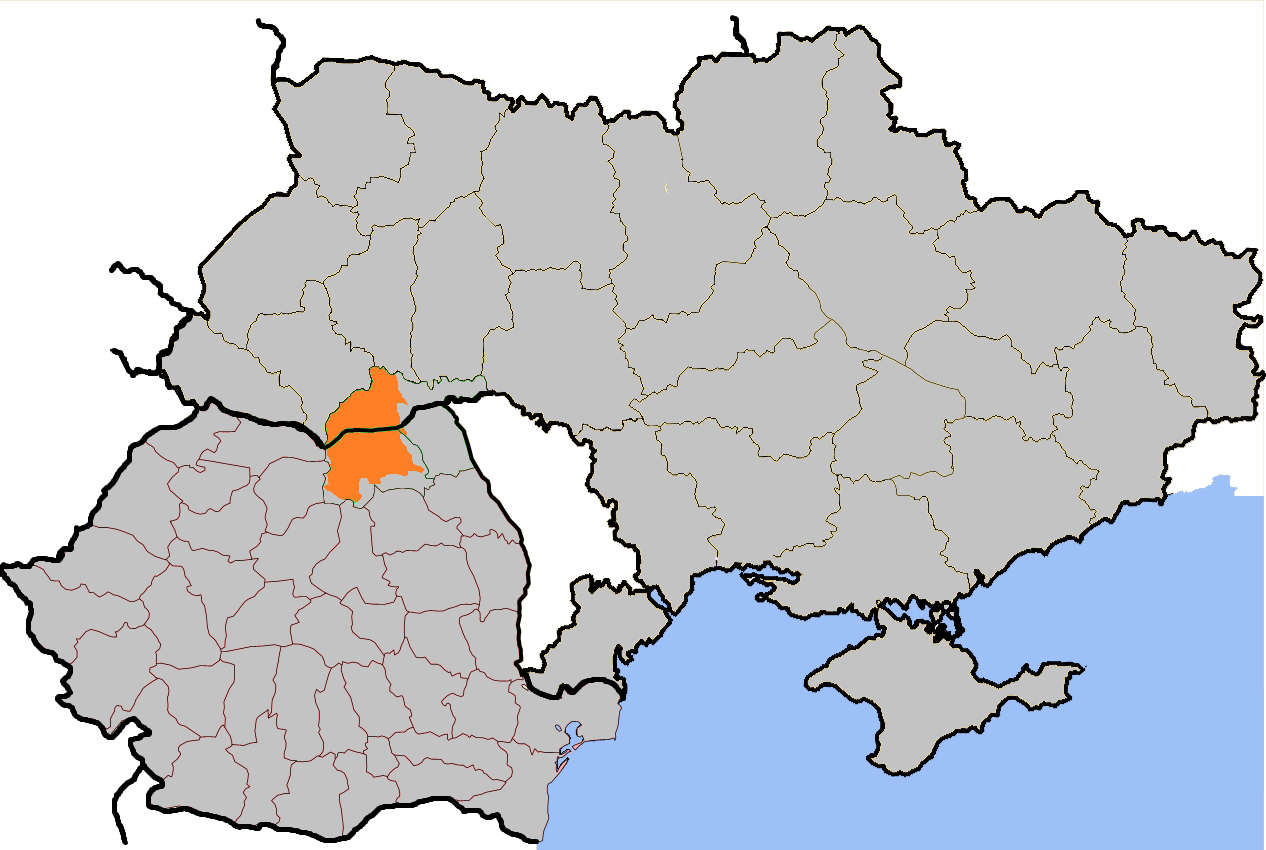
Emplacement de la Bucovine entre la Roumanie et l'Ukraine à la suite du redécoupage des frontières après la Seconde Guerre mondiale.

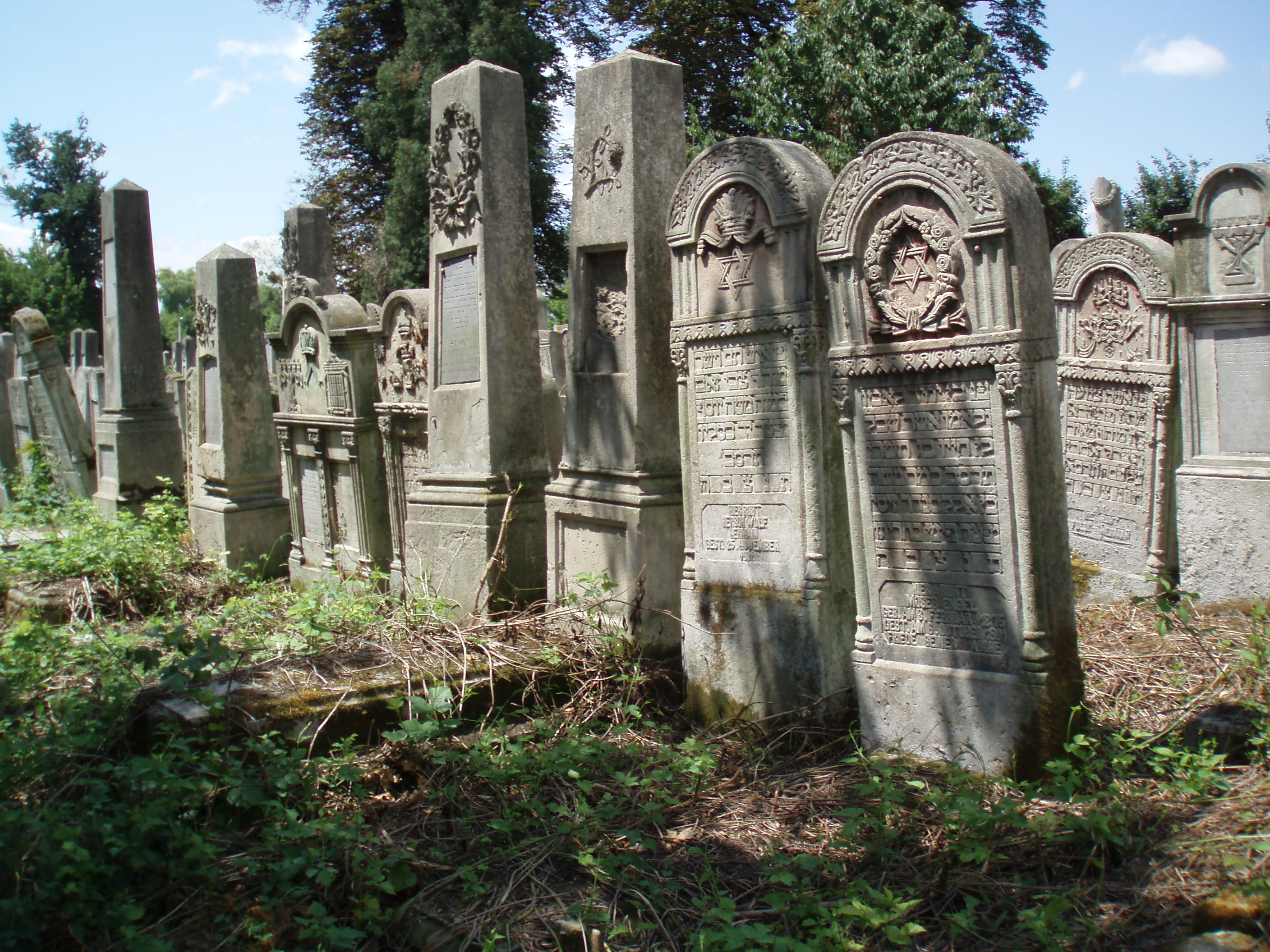
Cimetière juif de Cernăuți.

L’histoire des Juifs en Bucovine remonte à l’installation de communautés ashkénazes en 1650. La communauté connaît un apogée économique et culturel de 1775 à 1914, lorsque la Bucovine, moldave, roumanophone et majoritairement chrétienne orthodoxe, est régie par l’Autriche. La Shoah la touche sévèrement et de nombreux survivants choisissent d’émigrer après-guerre, principalement en Israël.

## Une communauté dynamique
Les premiers Juifs sont arrivés en Bucovine venant de Pologne, en 1650, alors que le pays était encore moldave (depuis 1359). Ils se livrent au négoce des alcools et des textiles, devenant par là les principaux rivaux de la puissante communauté arménienne. Les Juifs y reçurent les surnoms de « Lipscani » (de Lipsca, ancien nom roumain de Leipzig, où ils se fournissaient) et de « Nemți » (« Allemands » en roumain : beaucoup d'ailleurs avaient des patronymes allemands et pratiquaient couramment cette langue).
À partir de 1775, la Bucovine, devenue une possession des Habsbourg après une courte occupation russe, voit s’intensifier la colonisation juive. Les nouveaux arrivants profitent de l’abolition de la frontière entre Galicie jadis polonaise, et Bucovine appelée pour un temps encore « Moldavie autrichienne ». Le recensement du gouverneur autrichien Splény atteste la présence de 2 650 Juifs en 1775 (3,9 % de la population). En 1848, on en dénombre 11 580 et en 1910, 102 919.
La relative prospérité de la communauté, en raison de son réseau commercial dans tout le monde germanique, mais surtout du métier de prêteur sur gages ou d’usurier pratiqué par certains d’entre eux, crée parfois des tensions avec les autres groupes ethniques : en 1910 sur un total de 10 312 commerçants bucovinéens, 8 452 étaient juifs soit plus de 80 %, tandis que sur les 9 322 artisans que comptait la Bucovine, 5 091 étaient de confession israélite (55 %).
En 1930, les Juifs représentaient un peu moins de 11 % (13,2 % en 1910) de la population de la Bucovine, se concentrant principalement dans les centres urbains dans lesquels ils représentaient bien souvent le premier groupe ethnique.
Dans la seule ville de Suceava, devenue aujourd’hui la capitale de la Bucovine du Sud, en Roumanie, les « Allemands de religion mosaïque » (appellation officielle des Juifs de l'Empire austro-hongrois) représentaient 45 % de la population de la cité et possédaient 18 synagogues. Une seule a survécu aux remaniements urbains réalisés au cours des années 1970-80 sous le régime communiste de Nicolae Ceaușescu, alors que l’essentiel de la communauté avait émigré vers Israël ou les pays occidentaux.

## Les persécutions dues à la montée du fascisme en Roumanie
Alors que la nouvelle Roumanie démocratique des années 1920 laïcise sa législation pour permettre aux Juifs de Bucovine d’acquérir la pleine citoyenneté roumaine, la montée du fascisme et de l’antisémitisme dans l’entre-deux-guerres se traduit dans les années 1930 par une restriction progressive de leurs droits, par l’instauration de quotas dans les Universités, par le retrait de la nationalité ceux qui ne parlaient pas le roumain, et par une ambiance hostile de la part du mouvement fasciste de la Garde de fer qui s’évertue, au nom de la « défense de l’orthodoxie » et de la « lutte contre la ploutocratie et contre le bolchévisme », à pourchasser et à persécuter la population israélite, ainsi que les francs-maçons et les Roms.
En 1938, la démocratie est abolie et un régime autoritaire est mis en place par le roi Charles II de Roumanie qui veut se donner les moyens de combattre les « Légionnaires » de la Garde de Fer : la police, la gendarmerie et armée affrontent, dans une véritable guerre civile, les « Légionnaires » qui répliquent en commettant des assassinats d’hommes politiques, d’universitaires et, bien sûr, de juifs.
En 1940, l’URSS et l’Allemagne nazie étant alors liés par le pacte Hitler-Staline, Charles II doit leur céder des territoires, et la moitié nord de la Bucovine devient soviétique : 70 % des juifs de Bucovine acquièrent alors la citoyenneté soviétique. La partie sud de la Bucovine reste roumaine, et en Roumanie, fin 1940, Charles II est renversé par Ion Antonescu, qui s’autoproclame « Pétain roumain », instaure un régime de type fasciste, s’allie à la Garde de fer et permet à celle-ci de perpétrer en toute impunité des pogroms dont les premières victimes sont les juifs les plus cultivés et fortunés.
Antonescu s’allie ensuite à l’Allemagne nazie et écarte la Garde de Fer du pouvoir. En 1941, les Allemands et les Roumains attaquent l’URSS et la partie nord de la Bucovine redevient roumaine pour trois ans. La Bucovine est placée sous un régime militaire. Toutefois, des maires civils gèrent les villes. Les nazis exigent la mise en place de la Solution finale mais la Roumanie refuse de livrer « ses » Juifs... pour mettre en place son propre programme d’extermination en déportant les Juifs dans le territoire conquis sur l’URSS et administré par la Roumanie, baptisé Transnistrie qui, entre 1941 et 1944 devient un immense ghetto pour les Juifs, les intellectuels « indésirables » et les Tsiganes roumains. Certains maires, tels Traian Popovici maire de Cernăuți (capitale de la Bucovine), aujourd’hui reconnu juste entre les nations, parviennent en partie à limiter les massacres, en faisant valoir auprès d’Antonescu la nécessité de mettre les juifs au travail à la place des soldats envoyés au front. Ainsi, les Juifs et les Tsiganes n’ont pas été tous déportés en Transnistrie, mais on évalue entre 105 000 et 150 000 le nombre de victimes parmi les 369 000 juifs qui étaient restés roumains en 1940.
En août 1944, Ion Antonescu est arrêté par le gouvernement roumain issu du Conseil national de la Résistance, et la Roumanie déclare la guerre à l’Allemagne et rejoint les Alliés. Aussitôt, l’Armée rouge entre en Bucovine, et le partage de 1940 entre l’URSS et la Roumanie est remis en vigueur. À nouveau, les deux tiers des Juifs de Bucovine survivants deviennent citoyens soviétiques. Après la création de l’État d’Israël en 1948, des deux côtés de la frontière, les communistes autorisèrent l’émigration des Juifs vers l’état d’Israël (à condition de payer une taxe proportionnelle au niveau d’études).

## L’émigration juive après 1948
Près de la moitié des juifs de Bucovine survivants, soit environ 48 000 émigrants, partit dans la première année qui suivit la création de l’État d’Israël (1948-1949).
En 1956, la Roumanie ne comptait plus que 146 264 juifs, alors qu'ils étaient 735 032 en 1938 (dont 369 000 restés roumains en 1940), et que, selon les projections, la communauté aurait dû atteindre 510 304 individus (746 104 en comptant les territoires devenus soviétiques). On évalue à 161 000 départs, l'émigration juive de Roumanie vers Israël, la France et les États-Unis entre 1945 et 1956.
Selon le recensement roumain de 1992 il n'y aurait plus que 9 670 Juifs en Roumanie (24 667 en 1970) dont 296 en Bucovine du Sud. En Bucovine du Nord, aujourd'hui ukrainienne, les chiffres sont plus ou moins équivalents, c'est-à-dire, pour toute la Bucovine, 0,6 % de la population israélite de 1910.